# Jutta Behrendt
Jutta Behrendt (* 15. November 1960 in Berlin als Jutta Hampe) ist eine ehemalige Ruderin aus der DDR. Behrendt wurde zwischen 1983 und 1989 fünfmal Weltmeisterin in verschiedenen Bootsklassen, ihr größter Erfolg war der Olympiasieg im Einer 1988. Behrendt konnte im Laufe ihrer Karriere neun DDR-Meistertitel sowie zahlreiche nationale Medaillen gewinnen.

## Karriere
Behrendt gewann ihre erste Meisterschaftsmedaille 1979, als sie im Doppelzweier mit Kerstin Kirst Bronze gewann. 1980 wurde sie erstmals DDR-Meisterin im Einer, verpasste aber die Olympischen Spiele 1980 in Moskau, da diese bereits zuvor stattfanden. 1981 war sie dann erstmals Mitglied der DDR-Nationalmannschaft, zusammen mit Kirst wurde sie Vizeweltmeisterin im Doppelzweier. 1982 wurde sie DDR-Meisterin im Doppelvierer mit Heidi Westphal, Cornelia Linse, Jutta Ploch und Steuerfrau Elke Rost und erreichte in gleicher Besetzung erneut die Silbermedaille bei den Weltmeisterschaften.
1983 gewann sie zum zweiten Mal bei den DDR-Meisterschaften im Einer, bei den Weltmeisterschaften in Duisburg trat sie ebenfalls in dieser Bootsklasse an und wurde erstmals Weltmeisterin. Da die DDR 1984 die Olympischen Spiele in Los Angeles boykottierte, konnte sie als amtierende Weltmeisterin nicht teilnehmen.
1985 wurde sie DDR- und Weltmeisterin im erstmals ungesteuerten Doppelvierer mit Kristina Mundt, Birgit Peter und Ramona Balthasar. Im folgenden Jahr errang sie erstmals Meisterschaftsmedaillen in allen drei Skull-Bootsklassen, konnte aber keinen Titel gewinnen. Dennoch vertrat sie die DDR im Einer bei den Weltmeisterschaften in Nottingham, wo sie ihren Erfolg von 1983 wiederholte und Weltmeisterin wurde.
1987 gewann sie mit Jana Sorgers, Birgit Peter und Kerstin Pieloth sowohl bei den DDR- als auch bei den Weltmeisterschaften im Doppelvierer. 1988 konnte Behrendt in Seoul erstmals an Olympischen Spielen teilnehmen. Nach dem Sieg bei den DDR-Meisterschaften in dieser Bootsklasse startete sie im Einer und wurde Olympiasiegerin.
1989 war Behrendt Dritte bei den DDR-Meisterschaften im Einer. Im Doppelvierer gewann sie mit Jana Thieme, Sybille Schmidt und Kathrin Boron, diese Mannschaft startete auch bei den Weltmeisterschaften in Bled. Dort dominierten sie das Rennen und wurden Weltmeister. 1990 wurde Behrendt zum letzten Mal DDR-Meisterin im Einer, anschließend beendete sie ihre Karriere.
Ab 1990 gehörte Jutta Behrendt dem NOK der DDR an. Nach der Wiedervereinigung gehörte sie bis 1997 dem NOK Deutschlands an. 1995 wanderte Jutta Behrendt nach Norwegen aus, um dort Nationaltrainerin im Rudern zu werden.

## Auszeichnungen
- 1984 – Vaterländischer Verdienstorden in Gold
- 1986 – Stern der Völkerfreundschaft in Gold
- 1988 – Vaterländischer Verdienstorden in Gold

## Erfolge

### National
Behrendt errang in 11 Jahren insgesamt 9 Gold-, 9 Silber- und 6 Bronzemedaillen bei den DDR-Meisterschaften im Rudern.
- 1979: 3. Platz Doppelzweier (mit Kerstin Kirst)
- 1980: 1. Platz Einer, 2. Platz Doppelvierer (mit Brandt, Flotow, Schwandt, St. Gerber)
- 1981: 1. Platz Doppelvierer (mit Jutta Ploch, Brandt, Kerstin Kirst, St. Gerber), 2. Platz Einer
- 1982: 1. Platz Doppelvierer (mit Jutta Ploch, Cornelia Linse, Heidi Westphal, St. Elke Rost), 3. Platz Doppelzweier (mit Heidi Westphal)
- 1983: 1. Platz Einer, 2. Platz Doppelvierer (mit Cornelia Linse, Sylvia Schwabe, Peters, St. Dick)
- 1984: 2. Platz Einer, 2. Platz Doppelvierer (mit Winter, Ramona Balthasar, Peters, St. Kossack)
- 1985: 1. Platz Doppelvierer (mit Kristina Mundt, Birgit Peter, Ramona Balthasar), 3. Platz Doppelzweier (mit Kristina Mundt)
- 1986: 2. Platz Doppelzweier (mit Birgit Peter), 2. Platz Doppelvierer (mit Beate Schramm, Sylvia Schwabe, Ramona Balthasar), 3. Platz Einer
- 1987: 1. Platz Doppelvierer (mit Sybille Schmidt, Göpfert, Gierke), 2. Platz Doppelzweier (mit Birgit Peter), 3. Platz Einer
- 1988: 1. Platz Einer, 2. Platz Doppelvierer (mit Lahl, Birgit Peter, Kosbab)
- 1989: 1. Platz Doppelvierer (mit Jana Thieme, Sybille Schmidt, Kathrin Boron), 2. Platz Doppelzweier (mit Sybille Schmidt), 3. Platz Einer
- 1990: 1. Platz Einer

### International
- 1981: 2. Platz Weltmeisterschaften im Doppelzweier
- 1982: 2. Platz Weltmeisterschaften im Doppelvierer
- 1983: 1. Platz Weltmeisterschaften im Einer
- 1985: 1. Platz Weltmeisterschaften im Doppelvierer
- 1986: 1. Platz Weltmeisterschaften im Einer
- 1987: 1. Platz Weltmeisterschaften im Doppelvierer
- 1988: 1. Platz Olympische Spiele im Einer
- 1989: 1. Platz Weltmeisterschaften im Doppelvierer